# Naudea louwae
Naudea louwae là một loài chân đều trong họ Bathynataliidae. Loài này được Kensley miêu tả khoa học năm 1979.